# System fonologiczny
System fonologiczny – abstrakcyjny, wzajemnie zhierarchizowany układ cech dystynktywnych opisujący funkcjonalną stronę dźwiękowej formy języka. Opis systemu fonologicznego odwołuje się do konkretnego języka i jego dźwiękowej natury i polega w pierwszej kolejności na ustaleniu cech fonologicznie relewantnych z punktu widzenia komunikacji językowej, dalej ustaleniu inwentarza fonemów, ich dystrybucji, allofonii oraz fonotaktyki.
Z definicji tej nie wynika, że system fonologiczny dla danego języka jest jeden jedyny. Często istnieje wiele sposobów zhierarchizowania segmentów danego języka. Różnice te wynikają z różnych założeń teoretycznych opisu, z wyróżnienia innych cech, z różnic w interpretacji na poziomie akustycznym/artykulacyjnym, w końcu z tradycji.

## Analiza fonetyczna
Fonem, czyli najmniejsza jednostka zdolna do różnicowania znaczeń, zawdzięcza swe istnienie systemowi opozycji fonologicznych. Opozycję fonologiczną tworzą na płaszczyźnie fonemów dwa segmenty, (głoski, dźwięki), które stanowią o różnicy znaczenia w parze minimalnej, np. postaci dźwiękowe słów duma [ˈduma] i guma [ˈɡuma] odróżnia opozycja głosek [d] oraz [ɡ]. Cecha dystynktywna to cecha odróżniająca te dźwięki. W tym przypadku jest [d] jest przedniojęzykowe, [ɡ] zaś tylnojęzykowe, różnicę tę można też wyrazić podając miejsce artykulacji: [d] jest zębowe, zaś [ɡ] miękkopodniebienne. Analiza fonologiczna dąży do wybrania spośród artykulacyjnych i akustycznych cech różnicujących dźwięki pewnego skończonego, możliwie niewielkiego zbioru cech funkcjonalnych (fonologicznych).
Pierwszym krokiem analizy jest segmentacja na możliwie małe jednostki dźwiękowe posiadające te same własności (cechy). Mimo że artykulacja jest procesem ciągłym, to ludzki słuch jest w stanie audytywnie grupować własności dźwięków. Opis języka na tej płaszczyźnie polega na możliwie najdokładniejszej transkrypcji fonetycznej badanego języka (transkrypcja zawiera wiele znaków diakrytycznych), np. [d̪ʷũmăḁ̆]. Pominięcie jakieś cechy na tym etapie grozi pominięciem relewantnej cechy dźwięków.
W pierwszej kolejności pomijane są te cechy, które są na pewno uwarunkowane sąsiedztwem lub są wynikiem przypadku. Cenne są tu porównania z nawykami koartykualcyjnymi innych języków. Ustala się w ten sposób artykulacyjnie i akustycznie relewantne cechy dźwięków. W przypadku wyrazu jest to np. labializacja [d̪] przed samogłoską zaokrągloną [u], czyli [d̪uma]. Dalej dąży się do wykrycia tych cech, które na pewno nie prowadzą do zmiany znaczenia, choć ich brak uznawany może być przez rodzimych użytkowników za sygnał obcości. Etap ten ustala fonetycznie relewantne cechy dźwięków. W przypadku prowadzi to do ustalenia, że zębowość dla [d] nie jest fonetycznie istotna, np. dziąsłowa wymowa [d] zostałaby odebrana za co najwyżej nietypową. Zatem transkrypcja na tym etapie może więc mieć postać: [ˈduma].
Do dalszej klasyfikacji wykorzystywana jest analiza cech funkcjonalnych. Parę wyrazów takich jak dama [ˈdama] i gama [ˈɡama] nazywa się parą minimalną. Punktem wyjścia do analizy par minimalnych są konkretne wyrażenia językowe. Dla każdego wyodrębnionego w poprzednim etapie segmentu próbuje się metodą podmieniania znaleźć parę (pary) wyrazów, w których powoduje to zmianę znaczenie. Sporządza się w ten sposób listę opozycji fonologicznych i wyodrębnia się listę cech dystynktywnych.
Z listy tej wyodrębnia się minimalną listę cech fonologicznie relewantnych, przy czym naczelną zasadą tego etapu jest, że dana cecha jest fonologicznie relewantna (fonologicznie dystynktywna), jeśli istnieją pary, które różnią się tylko tą cechą. Ostatni etap obejmuje hierarchizację cech. Cecha relewantna w jednym języku może nie być relewantna w innym, np. w języku angielskim głoski [l] i [ɫ], różniące się obecnością bądź brakiem welaryzacji są alofonami, podczas gdy w języku polskim są to różne fonemy - /l/ i /ł/ (w wymowie scenicznej).
Często spotykanym problemem w analizie fonologicznej są głoski (segmenty) o dystrybucji komplementarnej. Głoski takie różnią się akustycznie i artykulacyjnie i stoją w opozycji do innych, ale nie do siebie, nie występują bowiem w takim samym otoczeniu. Głoski takie uznaje się za jeden wariant jednego fonemu, jeśli wspólne ich cechy nie przysługują żadnej innej głosce. W języku polskim występują głoski [ɲ] i [j̃] (nosowa półsamogłoska [j]), możliwe pary minimalne to np. [ˈbaɲka] (bańka) vs. [ˈbajka] (bajka), [ˈpluj̃ʒɛ] (pluńże) vs. [ˈplujʒɛ] (plujże), [ˈʒɛj̃ski] (żeński) vs. [ˈʒɛɰ̃ski] (rzęski). Obydwie głoski są palatalnymi (podniebiennymi) spółgłoskami nosowymi. Poza tym nie ma w języku polskim innych palatalnych spółgłosek nosowych, np. [n] jest zębowe, [ŋ] a jest miękkopodniebienne. Inna sytuacja występuje w przypadku języka angielskiego. Wprawdzie [ŋ] i [h] mają dystrybucję komplementarną, wzajemnie się wykluczają, ale jedyną wspólną ich cechą jest spółgłoskowość.